# Budi Santoso
Budi Santoso (* 8. Juni 1975 in Klaten) ist ein ehemaliger Badmintonspieler aus Indonesien.

## Karriere
Budi Santoso gewann 1995 die Polish Open im Herreneinzel gefolgt von Platz zwei im darauffolgenden Jahr bei den Indonesia Open. Bei den All England 2002 gewann er ebenfalls Silber. 1998 siegte er bei den Hong Kong Open.

## Erfolge
| Saison    | Veranstaltung                                   | Disziplin    | Platz | Name                     |
| --------- | ----------------------------------------------- | ------------ | ----- | ------------------------ |
| 1992/1993 | Deutsche Internationale Juniorenmeisterschaften | Herreneinzel | 1     | Budi Santoso             |
| 1995      | Polish Open                                     | Herreneinzel | 1     | Budi Santoso             |
| 1996      | Indonesia Open                                  | Herreneinzel | 2     | Budi Santoso             |
| 1997      | China Open                                      | Herreneinzel | 3     | Budi Santoso             |
| 1997      | Indonesia Open                                  | Herreneinzel | 5     | Budi Santoso             |
| 1997      | Japan Open                                      | Herreneinzel | 5     | Budi Santoso             |
| 1997      | Swedish Open                                    | Herreneinzel | 2     | Budi Santoso             |
| 1998      | Indonesia Open                                  | Herrendoppel | 5     | Ade Lukas / Budi Santoso |
| 1998      | Indonesia Open                                  | Herreneinzel | 2     | Budi Santoso             |
| 1998      | Hong Kong Open                                  | Herreneinzel | 1     | Budi Santoso             |
| 1999      | Indonesia Open                                  | Herreneinzel | 2     | Budi Santoso             |
| 1999      | All England                                     | Herreneinzel | 3     | Budi Santoso             |
| 2000      | Thailand Open                                   | Herreneinzel | 2     | Budi Santoso             |
| 2001      | Thailand Open                                   | Herreneinzel | 5     | Budi Santoso             |
| 2002      | All England                                     | Herreneinzel | 2     | Budi Santoso             |
| 2003      | Thailand Open                                   | Herreneinzel | 5     | Budi Santoso             |